# Matterhorn-Gotthard-Bahn
La Matterhorn-Gotthard-Bahn (Ferrovia Cervino-Gottardo, acronimo MGB) è una società ferroviaria privata svizzera creata il 1º gennaio 2003 dalla fusione della Furka-Oberalp Bahn (FO) e della BVZ Zermatt-Bahn (BVZ).

## Storia
La società nasce il 12 settembre 2002 con la denominazione BVZ/FO-Management AG, per coordinare la direzione delle esistenti compagnie ferroviarie Compagnie du Chemin de Fer Brigue-Viège-Zermatt (BVZ) e Furka-Oberalp-Bahn (FO). L'11 giugno 2003 la società cambiò ragione sociale in Aktiengesellschaft Matterhorn Gotthard Bahn e contemporaneamente BVZ e FO cambiarono ragione sociale rispettivamente in Matterhorn Gotthard Verkehrs AG (MGV, detentrice delle concessioni di trasporto) la prima e Matterhorn Gotthard Infrastruktur AG (MGI, proprietaria dell'infrastruttura) la seconda. 

## Società
La società è una società anonima con azionisti la BVZ Holding (quotata alla Borsa di Zurigo) per il 50% e la Confederazione Elvetica ed i cantoni Vallese, Uri e Grigioni per il restante 50%.
La MGB dirige, per mezzo di un contratto di mandato, MGV e MGI, oltre che la Gornergrat Bahn AG (GGB, concessionaria della ferrovia del Gornergrat, di proprietà al 100% della BVZ Holding), la BVZ Holding e la BVZ Asset Management (società immobiliare della BVZ Holding).

## Rete
La MGB gestisce le seguenti linee, tutte a scartamento metrico, per un'estensione complessiva di 144 km (di cui 39,7 a cremagliera):
- Briga–Andermatt–Disentis (Ferrovia del Furka-Oberalp)
- Andermatt–Göschenen (Ferrovia della Schöllenen)
- Zermatt–Visp–Briga

## Servizio
L'orario attuale prevede collegamenti diretti Zermatt - Brig, con prolungamento fino a Fiesch, Briga–Andermatt, Andermatt–Göschenen e Andermatt–Disentis.
Insieme alla Ferrovia Retica la MGB opera il famoso Glacier Express.
Il traffico merci è presente in buona quantità solo sulle tratte Visp–Zermatt e tra Disentis e il cantiere AlpTransit a Sedrun.

## Materiale rotabile
La MGB possiede/possedeva il seguente materiale rotabile:
Locomotive a vapore: Hg 2/3, Hg3/4
Locomotive elettriche: HGe 2/2, HGe 4/4 I, HGe 4/4 II, Ge 4/4
Locomotive diesel: HGm 2/2, HGm 4/4, Gm 4/4
Elettromotrici ed elettrotreni: BDeh 2/4, ABDeh 8/8, ABDeh 6/6, e le 3 serie di automotrici-bagagliaio Deh 4/4 I 21 - 24, Deh 4/4 I 51 - 55 e Deh 4/4 II 91 - 96. A partire dal 2007 sono arrivati inoltre dei moderni elettrotreni di tipo Komet, costruiti da Stadler Rail e classificati ABDeh 4/8 e ABDeh 4/10

### Materiale motore - prospetto di sintesi
| Tipo                   | Unità                | Anno di costruzione | Costruttore         | Note                                                                                                   |
| ---------------------- | -------------------- | ------------------- | ------------------- | --- |
| Locomotiva a vapore    | HG 2/3 7             | 1906                | SLM                 | ex BVZ, dal 2018 alla DFB                                                                              |
| Locomotiva a vapore    | HG 3/4 4             | 1913                | SLM                 | ex FO, dal 2010 alla DFB                                                                               |
| Locomotive elettriche  | HGe 4/4 11÷15        | 1929-30             | SLM-SWS-MFO         | ex BVZ, 11÷14 radiate nel 2005, 15 conservata                                                          |
| Locomotiva elettrica   | HGe 4/4 16           | 1939                | SLM-SWS-MFO         | ex BVZ, ceduta alla DFB nel 2007, dal 2019 all'associazione Verein MGBahn-Historic                     |
| Locomotive elettriche  | HGe 4/4 32÷33, 36÷37 | 1940-56             | SLM-MFO             | ex FO, analoghe alla HGe 4/4 16; 32 ceduta nel 2018, 36 rotabile storico, le altre radiate nel 2006-15 |
| Locomotive elettriche  | HGe 4/4 II 1÷5       | 1989                | SLM-ABB             | ex BVZ                                                                                                 |
| Locomotive elettriche  | HGe 4/4 II 101÷108   | 1986-89             | SLM-ABB             | ex FO, analoghe alle HGe 4/4 II 1÷5                                                                    |
| Locomotive elettriche  | Ge 4/4 III 81÷82     | 1979                | SLM-BBC             | ex FO, per le navette trasporto auto nella galleria di base della Furka, 82 accantonata nel 2017       |
| Locomotive Diesel      | HGm 4/4 61÷62        | 1968                | SLM-BBC-MFO-Cummins | ex FO                                                                                                  |
| Locomotiva Diesel      | Gm 4/4 70            | 1966                | Jung                | ex FO, ceduta nel 2014 alla DFB                                                                        |
| Locomotive Diesel      | Gm 3/3 71÷72         | 1975                | Moyse-Deutz         | ex BVZ                                                                                                 |
| Locomotiva Diesel      | HGm 2/2 76           | 2009                | Stadler-MTU         | [ 14 ]                                                                                                 |
| Automotrice elettrica  | BDeh 2/4 41          | 1941                | SLM-BBC-SAAS        | ex FO, ceduta alla DFB nel 2010, dal 2020 all'associazione Verein MGBahn-Historic                      |
| Automotrici elettriche | Deh 4/4 21÷24        | 1975-76             | SLM-SIG-SAAS        | automotrici bagagliaio ex BVZ, 21 e 24 radiate                                                         |
| Automotrici elettriche | Deh 4/4 51÷55        | 1972                | SLM-SIG-BBC         | automotrici bagagliaio ex FO                                                                           |
| Automotrici elettriche | Deh 4/4 II 91÷96     | 1979-84             | SLM-SIG-BBC         | automotrici bagagliaio ex FO                                                                           |
| Elettrotreni           | BDeh 6/6 2031÷2032   | 1960                | SLM-SIG-SAAS        | ex BVZ, radiate nel 2005-06                                                                            |
| Elettrotreni           | ABDeh 8/8 2031÷2032  | 1965                | SLM-SIG-SAAS        | ex BVZ, radiate nel 2008-14                                                                            |
| Elettrotreni           | BDSeh 4/8 2051÷2054  | 2002-06             | Stadler-Bombardier  | con carrozza panoramica e bagagliaio per il trasporto merci tra Täsch e Zermatt                        |
| Elettrotreni           | ABDeh 4/10 2011÷2014 | 2007-08             | Stadler             | "Komet" a quattro casse, con carrozza panoramica                                                       |
| Elettrotreni           | ABDeh 4/8 2021÷2028  | 2008-14             | Stadler             | "Komet" a tre casse, con carrozza panoramica                                                           |
| Elettrotreni           | ABeh 8/12 301÷312    | 2022-23             | Stadler             | "Orion", in servizio dal 2023, altre 25 unità ordinate                                                 |